# 罗日杰斯特文卡市镇
罗日杰斯特文卡市镇（俄语：Рождественское муниципальное образование）是俄罗斯联邦伊尔库茨克州泰舍特区所属的一个市镇。其下辖有个居民点，行政中心为罗日杰斯特文卡。据2016年统计，该市镇的人口为457人。